# Black Liberation Army
Il Black Liberation Army (letteralmente "Esercito di liberazione nero"), abbreviato in BLA, era un'organizzazione politica paramilitare negli Stati Uniti  formata da afroamericani e orientata verso il nazionalismo nero e il marxismo.

## Storia
Operativa negli Stati Uniti dal 1970 al 1981, era composta in gran parte da persone uscite dal Black Panther Party (BBP) su posizioni rivoluzionarie.

## Membri celebri
- Assata Shakur, condannata all'ergastolo per diverse accuse, tra cui l'uccisione di un agente della polizia, Werner Foerster, avvenuta nel 1973. Ha ottenuto asilo politico nel 1984 a Cuba, dove attualmente vive. Dal maggio 2005 l'FBI l'ha catalogata come "terrorista interna".
- Sundiata Acoli, condannato all'ergastolo assieme ad Assata Shakur per l'assassinio di un agente di polizia nel New Jersey nel 1973. Fu scarcerato sulla parola nel 2022, all'età di 85 anni, dopo aver scontato 49 anni di prigione.
- Mutulu Shakur, condannato per partecipazione nel 1979 all'assalto della prigione e alla liberazione della sorella Assata Shakur, per la quale fu condannata anche Silvia Baraldini, e condannato per la partecipazione alla rapina del furgone blindato della Brinks nel 1981. Catturato nel 1986 ha ricevuto una condanna a 60 anni in una prigione federale. Il 16 dicembre 2022 fu scarcerato in regime di libertà condizionale, dopo 36 anni di prigione; già malato, morì il 7 luglio 2023 per un cancro
- Silvia Baraldini, condannata a 43 anni per associazione sovversiva, concorso nell'evasione di Assata Shakur e oltraggio alla corte. Estradata in Italia nel 1999, dopo 19 mesi di prigione e cinque anni e mezzo di arresti domiciliari, Silvia Baraldini è stata liberata il 26 settembre 2006 per effetto dell'indulto. In totale ha scontato circa 23 anni di reclusione.

## Reati
Oltre all'evasione di Shakur e all'omicidio di un agente per cui fu condannata, il BLA è legato anche alla cosiddetta "Brink's robbery": i membri del BLA organizzarono una rapina, messa a segno dalla formazione terrorista comunista per autofinanziamento.
Il colpo avvenne il 20 ottobre 1981 a danno di un furgone blindato della Brink's Bank di Nyack, Long Island. I rapinatori uccisero una guardia giurata autista del furgone blindato e due poliziotti della polizia di Nyack (Waverly Brown e il sergente Edward O'Grady). Altre due guardie furono ferite. La rapina rese 900.000 dollari. I partecipanti alle azioni si denominavano “May 19th Communist Organization”, Weatherpersons, Weather Underground, Black Liberation Army (BLA).
Alla rapina parteciparono Mutulu Shakur, Kuwasi Balagoon, David Gilbert, Samuel Brown, Judith Alice Clark (rilasciata in libertà vigilata nel 2019), e Kathy Boudin; quest'ultima fu rilasciata sulla parola nel 2003.
Furono condannati anche per altre rapine e omicidi. Nel 2009 alcuni membri furono inquisiti per un altro omicidio di un poliziotto, John Young (1971), e uno venne condannato per ciò con l'imputazione di omicidio di secondo grado. Attualmente quattro membri del BLA sono ancora in carcere.

## Vittime del BLA
- Werner Foerster, agente di polizia stradale del New Jersey
- Waverly Brown, agente della polizia di Nyack (New York)
- Edward O'Grady, sergente della polizia di Nyack
- Peter Paige, guardia giurata della Brink's Bank di Nyack
- John Young, sergente di polizia dello Stato della California[2]
- Joseph Piagentini, agente di polizia di New York
- James R. Greene, agente di polizia di Atlanta
- Gregory Foster, agente di polizia di New York
- Rocco Laurie, agente di polizia di New York